# Immeuble Espagne
L'immeuble Espagne (en espagnol : Edificio España) est un gratte-ciel situé à Madrid, en Espagne. Depuis 2019, il abrite l'hôtel Riu Plaza España.

## Situation
Situé dans l'arrondissement du Centre et dans le quartier de l'Université, l'immeuble de 117 mètres de hauteur occupe tout le côté nord-est de la place d'Espagne.

## Histoire
Construit de 1948 à 1953 par la Compagnie madrilène de construction sur les plans de l'architecte Julián Otamendi et de l'ingénieur Joaquín Otamendi, c'est l'un des tout derniers exemples d'architecture néoclassique ou néo-baroque à une époque où se développe le style international consistant à construire des bâtiments de forme cubique. Il s'agit à l'époque du plus haut immeuble de Madrid et l'un des plus hauts d'Europe occidentale. Il est dépassé en hauteur par la tour de Madrid construite sur la même place en 1957.
Les 19 premiers étages de l'immeuble abritent alors un Crowne Plaza de 306 chambres, et les étages suivants des bureaux.
Vendu pour 245 millions d'euros le 23 juin 2005 au groupe Santander, il est complètement fermé l'année suivante. En juin 2014, Wang Jianlin, détenteur de la première fortune de Chine, propriétaire de Dalian Wanda Group, un groupe immobilier spécialisé dans les hôtels et les centres commerciaux et actionnaire à hauteur de 20 % de l'Atlético de Madrid, négocie le rachat de l'immeuble pour une somme de 265 millions d'euros. Le 21 juillet 2016, le groupe Wanda accepte de le vendre pour 272 millions d'euros à Baraka Investment Group. La vente a lieu le 1er juin 2017, mais Baraka revend immédiatement l'édifice au groupe hôtelier 
Riu Hotels & Resorts qui souhaite investir entre 380 et 400 millions d'euros pour le transformer en hôtel. La mairie de Madrid accorde son autorisation le 19 septembre suivant, ce qui permet le début des travaux dès le 23 octobre.
Après vingt mois de travaux, l'hôtel Riu Plaza España ouvre ses portes le 12 août 2019.